# Osame Sahraoui
Osame Sahraoui (* 11. Juni 2001 in Oslo) ist ein norwegisch-marokkanischer Fußballspieler. Er steht bei SC Heerenveen unter Vertrag und war marokkanischer Nachwuchsnationalspieler, gegenwärtig gehört er zum Kader der Norwegischen Fußballnationalmannschaft.

## Karriere

### Verein
Osame Sahraoui, dessen Wurzeln in Marokko liegen, ist in Norwegen geboren und aufgewachsen. Er begann mit dem Fußballspielen bei Hauketo IF, bevor er in die Jugendabteilung von Vålerenga Oslo wechselte. Am 21. Juni 2020 gab Sahraoui im Alter von 19 Jahren sein Profidebüt, als er beim 2:2 im Heimspiel in der Eliteserie im Nachbarschaftsduell gegen Stabæk IF in der 62. Minute für Bård Finne eingewechselt wurde. Sein erstes Erstligator schoss Osame Sahraoui am 26. Juli 2020, als er beim 2:0-Sieg gegen Strømsgodset IF in der 36. Minute das 1:0 schoss. Schon bald kam er regelmäßig zum Einsatz und stand auch nicht selten in der Startelf. In seiner ersten Profisaison schoss Sahraoui in der Eliteserie 5 Tore und gab 7 Vorlagen. In der darauffolgenden Spielzeit war er dann Stammspieler und wurde hierbei auf verschiedenen Positionen eingesetzt. Osame Sahraoui zahlte das Vertrauen zurück, indem er 2 Tore schoss und 6 weitere Treffer vorbereitete. Während des Kalenderjahres 2021 spielte er mit Vålerenga Oslo auch in der zweiten Qualifikationsrunde zur neugegründeten UEFA Europa Conference League, für die sich der Hauptstadtverein 2020 als Dritter qualifizierte. Dort schieden die Osloer gegen KAA Gent aus. In seinem dritten Jahr war Sahraoui oftmals als linker Außenstürmer eingesetzt wurden. Trotz seiner 6 Tore nebst 5 Vorlagen wurde Vålerenga lediglich Fünfter. Zum Jahreswechsel 2022/2023 verabschiedete sich Osame Sahraoui von seinem Jugendverein und ging ins Ausland.
Denn im Januar 2023 ging er in die Niederlande und schloss sich dem sc Heerenveen an. Sein Debüt für den Verein gab er am 4. Februar gegen den FC Utrecht, das mit einer 0:1-Niederlage endete. Es dauerte nicht lange, da war Sahraoui auch in Heerenveen in der Provinz Fryslân (Friesland) schnell Stammspieler geworden, wobei er auch hier oftmals als Außenstürmer auf der linken Außenbahn eingesetzt wurde. Mit 1 Tor und 5 Vorlagen trug er zur Qualifikation seines neuen Vereins für die ligainternen Play-offs um die Teilnahme am europäischen Wettbewerb bei. Dort schieden Osame Sahraoui und der sc Heerenveen gegen den FC Twente aus. In der darauffolgenden Saison schoss er als erste Wahl als in der Regel linker Außenstürmer 8 Tore und gab genauso viele Vorlagen. Der sc Heerenveen belegte zwischenzeitlich einen Play-off-Platz, musste aber zum Saisonende mit dem 11. Platz vorliebnehmen.
Im Sommer 2024 wechselte Sahraoui zum OSC Lille in die Ligue 1.

### Nationalmannschaft
Osame Sahraoui war Nachwuchsnationalspieler Marokkos, entschied sich später allerdings für die Auswahlmannschaften seines Geburtslandes zu spielen. Am 28. September 2020 wurde er vom norwegischen U21-Nationaltrainer Leif Gunnar Smerud für die EM-Qualifikationsspiele gegen Portugal und Belarus nominiert.
Im August 2023 wurde Sahraoui von Cheftrainer Ståle Solbakken für ein Freundschaftsspiel gegen Jordanien und ein Qualifikationsspiel zur Fußball-Europameisterschaft 2024 gegen Georgien zum ersten Mal in die norwegische Fußballnationalmannschaft berufen.
2024 entschied sich Sahraoui dazu, zukünftig für die marokkanische Nationalmannschaft zu spielen. Dies war möglich, da er bis dahin nur an dem Freundschaftsspiel gegen Jordanien, jedoch an keinem Pflichtspiel der norwegischen Nationalmannschaft teilgenommen hatte.